# قوطی نوشیدنی

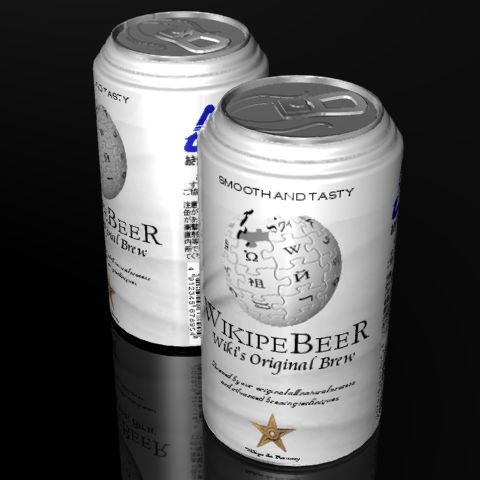
قوطی نوشیدنی با علامت ویکی پدیا

قوطی نوشیدنی (انگلیسی: Beverage can) به ظروف فلزی اطلاق می‌شود، که برای نگهداری انواع مایعات مانند نوشابه‌های گازدار، نوشابه‌های الکلی، آب‌میوه، چای، دم‌نوش، نوشابه انرژی‌زا و غیره طراحی شده‌است. قوطی‌های نوشیدنی اغلب از ۷۵٪ آلومینیوم و ۲۵٪ فولاد گالوانیزه تشکیل شده‌است. تولید جهانی مجموع قوطی‌های نوشیدنی در حدود ۳۷۰ میلیارد قوطی در سال برآورد می‌شود.